# Cultura de Halfa
A Cultura Halfana floresceu em Uádi Halfa entre 18000-15 000 a.C.. Com base na maior concentração de artefatos, supõe-se que os halfanos não eram obrigados a vagarem sazonalmente. Foi caracterizada pela produção de micrólitos com núcleos levallois.